# Lindfield (Australie)
Pour les articles homonymes, voir Lindfield.
Lindfield est une banlieue du conseil de Ku-ring-gai à Sydney en Australie.